# Sing Sing
Sing Sing Correctional Facility er et topsikret fængsel, der drives af New York State Department of Corrections and Community Supervision i byen i Ossining i Westchester County i New York. Anlægget ligger omkring 50 km nord for New York City på den østlige bred af Hudson River.
I 1970 blev navnet på anlægget ændret fra det oprindelige Sing Sing til "Ossining Correctional Facility", og i 1985 fik anlægget sit nuværende navn. "Sing Sing"-navnet stammer fra en indiansk nation "Sinck Sinck" (eller "Sint Sinck"), fra hvem jorden blev købt i 1685. Det indianske navn kan oversættes med «sten på sten» eller «sten ovenpå sten». Dette kan henvise til de store forekomster af lagvise kalksten i den sydlige del af byen.
Sing Sing huser omkring 1.700 fanger. Der er planer om at omdanne den oprindelige 1825-celle blok til et museum.

## Historie
Fængslet blev åbnet i 1828, og det var det tredje fængsel i New York. Det første, New York City's Newgate, blev bygget i 1797 i Greenwich Village og blev nedlagt da Sing Sing blev åbnet, og det andet var Auburn State Prison fra 1816.

### Byggeri
Direktøren for Auburn fængslet, Elam Lynds fik i 1824 til opgave at bygge det nye fængsel, og efter at have vurderet flere mulige steder endte det på dette stedet i Westchester County. Året efter blev der stillet 20 100 dollar til disposition, og i maj samme år blev 100 indsatte fra Auburn-fængslet transporteret til det nye stedet, uden at dette var helt forberedt, da det manglet «a place to receive them or a wall to encolse them» («et sted til at modtage dem eller en mur til at holde dem inde»).
De indsattes arbejdskraft blev brugt til at bryde marmor fra et stenbrud i nærheden, og til at bygge fængslet. Efter at fængslet var færdigt, forsatte indsatte at bryde marmor fra området, og stenene blev solgt i New York City og brugt til bygningen af kendte bygninger, som New York University, Grace Church, New York State Capitol og Finansdepartementets bygning i Washington DC.
26. november 1828 lukkede fængselsportene for første gang, og fængslet var meget moderne for sin tid. Det blev bygget efter det såkaldte Auburnsystemet, som bygget på tanken om at de indsatte skulle arbejde sammen om dagen i grupper, men blev holdt total isoleret om natten, og med absolut stilhed mellem fangene, så at de fik anledning til at reflektere over den situationen de var i. Dette førte til et meget strenget system, og til dels brutale afstraffelser for regelbrud.
Allerede i 1830 blev det opført yderligere to bygninger, en med sygestue og køkken, og et kapel som kunne rumme 900 personer. Året efter blev det anlagt en luftegård.

### Udformning
Det første anlæg bestod af en celleblok, bygget i marmor, og var 476 fod (145,08 meter) lang, 44 fod (13,41 meter) bred og fire etager høj, og indeholdt 800 celler. Hver celle var 7 fod (2,13 meter) dyb, 3,3 fod (1,01 meter) bred, og 6,7 fod (2,04 meter) høj.

## Henrettelser
I alt 614 mænd og kvinder, inklusive fire indsatte med føderale dødsdomme er blev henrettet i dødshuset ved hjælp af "Old Sparky", den elektriske stol i Sing Sing. Den 19. juni 1953 blev Julius og Ethel Rosenberg henrettet for spionage. Den 12. august 1954 blev Gerhard A. Puff henrettet for mord.  Den sidste fange som blev henrettet i den elektriske stol var Eddie Lee Mays, som var dømt for mord og henrettet den 15. august 1963.

## Galleri
- Fængslet og værksteder ca. 1863–1885
- Fængslet ca. 1913
- Den elektriske stol i Sing Sing
- Celleblok ca. 1938
- Vandtortur i Sing Sing fra 1860-tallet
- Vagttårn i 2014 Hudson River og Tappan Zee broen i baggrunden.